# Brooke Francis
Brooke Francis (cognom de neixament Donoghue; Hamilton; nascuda el 6 de gener de 1995) és una remadora neozelandesa. Ha guanyat dues vegades el campionat del món de doble scull al costat d'Olivia Loe, és l'actual campiona del món i va guanyar una medalla de plata en aquesta categoria als Jocs Olímpics d'estiu de 2020 a Tòquio amb la companya de rem Hannah Osborne, i una medalla d'or als Jocs Olímpics d'estiu de 2024 a París amb Lucy Spoors.

## Biografia
Donoghue va néixer a Hamilton el 1995, però va créixer a Te Kauwhata al Waikato. Va rebre la seva educació secundària al Te Kauwhata College i va començar a rem el 2010 mentre estava a aquesta escola.
Als campionats de rem de Nova Zelanda de febrer de 2017, va competir en tres classes d'embarcacions femenines i va guanyar dos títols nacionals. En l'scull individual, va guanyar el bronze, per darrer de McBride i Olivia Loe. Va aconseguir títols nacionals en el doble scull amb Hannah Osborne i en el quàdruple scull. Per a l'equip de rem de Nova Zelanda, va ser emparellada amb Loe per competir en el doble scull. Van competir a les copes del món de rem a Polònia i Suïssa, i van guanyar l'or en ambdues curses. Després van guanyar el Trofeu Stonor Challenge a la Henley Royal Regatta. Al campionat del món de rem de 2017 a Sarasota, Florida, van continuar la seva carrera invicta i es van convertir en campions del món de doble scull femení.
Als campionats de rem de Nova Zelanda de febrer de 2018, va competir en tres classes d'embarcacions i va guanyar dos títols nacionals. En l'scull individual i el doble escull amb Georgia Perry. De nou es van unir amb Loe per a competicions internacionals, van competir a les Copes del Món de rem a Polònia i els Països Baixos, i van guanyar l'or en ambdues curses. Al campionat del món de rem de 2018 van ser derrotades per Milda Valčiukaitė i Ieva Adomavičiūtė de Lituània i van quedar en segona posició.
Als campionats de rem de Nova Zelanda de febrer de 2019, va competir en quatre classes d'embarcacions i va guanyar medalles en les quatre. En la modalitat de vuit amb timoner, va guanyar el bronze. En l'scull individual, va quedar segona darrere d'Emma Twigg. Va treure medalles d'or en el doble i el quàdruple. Una vegada més es van unir amb Loe per a competicions internacionals, van guanyar el campionat del món de rem de 2019 a Poznań, Polònia. Després van competir a Henley i van guanyar el Trofeu Stonor Challenge. Van recuperar el títol de campionat del món i es van classificar en aquesta modalitat per representar a Nova Zelanda per als Jocs Olímpics d'estiu de 2020 a Tòquio, on va aconseguir una medalla de plata amb Osborne i un temps de 6:44.82
Va tornar a competir en el Jocs Olímpics d'estiu de 2024 a París en la categoria de doble scull amb Lucy Spoors on van obtenir la medalla d'or amb un temps de 6:49.49.

### Títols nacionals
| Abrics vermells: títols nacionals de Nova Zelanda | Abrics vermells: títols nacionals de Nova Zelanda |
| ------------------------------------------------- | ------------------------------------------------- |
| Scull individual                                  | 2018, 2021                                        |
| Doble scull                                       | 2017, 2018, 2019, 2020, 2021                      |
| Quàdruple scull                                   | 2016, 2017, 2019                                  |